# Stazione di Fivizzano-Rometta-Soliera
La stazione di Fivizzano-Rometta-Soliera è una fermata ferroviaria della ferrovia Lucca-Aulla situata all'incirca alla medesima distanza dagli abitati di Rometta e di Soliera, frazioni del comune di Fivizzano.

## Storia
L'impianto fu inaugurato tre anni dopo l'apertura del tratto Aulla-Granola della ferrovia Aulla-Lucca. Nel 2002 la fermata risultava impresenziata insieme ad altri 25 impianti situati sulla linea.

## Strutture e impianti
L'impianto (ex stazione con binario d'incrocio) è costituito attualmente da un fabbricato viaggiatori e da un unico binario di transito servito da una banchina. In origine l'attuale binario di transito era il binario 2 ed era diviso da una banchina intermedia da un primo binario (servito anch'esso da banchina) di cui oggi rimangono le vestigia. Le due banchine sono collegate da un sovrappasso. Vi è anche un fabbricato più piccolo adibito ai servizi igienici.
Nell'area dell'ex scalo merci il Comune di Fivizzano ha attuato un piano di riqualificazione che ha visto la ristrutturazione dell'edificio un tempo adibito a magazzino, che ospita oggi un ufficio informazioni turistiche, e la pavimentazione del piazzale, in marmo bianco con l'apposizione di una fontana; l'area attigua al passaggio a livello ospita inoltre un parcheggio alberato.

## Movimento
La fermata è servita dalle corse svolte da Trenitalia nell'ambito del contratto di servizio con la Regione Toscana.

## Servizi
La fermata dispone di:
- Servizi igienici

## Interscambi
- Fermata autobus

## Curiosità
Il cartello originale anni '30 che riportava il nome della stazione, poi rimosso, è conservato presso il Museo nazionale dei trasporti nella relativa sezione ferroviaria.